# Camila Rodríguez Triana
Camila Rodríguez Triana (Cali, 20 de febrero de 1985) es una cineasta colombiana.

## Biografía
Rodríguez nació en la ciudad de Cali. En el año 2008 se graduó en la Facultad de Artes Integradas de la Universidad del Valle. Tres años después estrenó un mediometraje titulado Retratos de ausencia, el cual fue exhibido en el Festival de Cine Visions du Réel en Suiza, además de recorrer otros festivales alrededor del mundo. Sus siguientes cortometrajes también participaron en eventos como en Festival Internacional du Cinema des Peuples y el Festival Internacional del Nuevo Cine Latinoamericano de La Habana, entre otros.
En 2016 estrenó su primer largometraje, titulado Atentamente, el cual vio su estreno en el Festival Internacional de Cine de Marsella. Dos años después estrenó Interior, su segundo largometraje. Esta producción colombofrancesa ganó en la categoría de mejor película en el Festival Internacional de Cine de Lima el mismo año de su estreno, además de obtener una nominación para el premio Doc Alliance en el evento Doclisboa. En 2019 dirigió su tercer largometraje, En cenizas. Al año siguiente fue elegida como protegida de la Iniciativa Artística Rolex.

## Filmografía destacada

### Como directora
- 2011 - Retratos de ausencia
- 2016 - Atentamente
- 2018 - Interior
- 2019 - En cenizas
- 2023 - El canto del Auricanturi